# 中華民国の歴史
中華民国の歴史（ちゅうかみんこくのれきし）では、中国に樹立されたアジア二番目の共和制国家である中華民国の歴史を記述する。なお本稿の記述は1912年1月1日の建国から1949年12月7日の遷台までの歴史である。現代の中国史学界で「民国史」と言えば一般にこの時代の断代史を指す。遷台後の中華民国の歴史（1949年12月7日 - 現在）については、「中華民国」・「中国国民党による一党独裁時代の台湾」・「台湾の歴史#中華民国統治時代（1945年 - 現在）」をそれぞれ参照のこと。

## 概要
中国大陸統治時代の中華民国は、中央政府の所在と構成内容からおおまかに北京政府（1913年10月10日以前は中華民国臨時政府）（北洋軍閥時代。1912年1月1日 - 1928年6月9日）と、中国国民党による国民政府（1948年5月20日以降は中華民国政府）（国民党時代。1928年6月9日 - 1949年12月7日）に分けられる。しかし、初期の袁世凱による統治期を除いて中央政府の実効支配は中国本土全域に及んでおらず、地方には軍閥などの諸勢力に実効支配される地域が存在していた。
第二次世界大戦終結後に国民党と共産党間で国内統一を争う国共内戦が起こり、これに勝利した共産党が1949年10月1日に中華人民共和国を樹立する。中華民国政府は1949年12月7日に台湾に撤退して台北に臨時首都を置いた。

## 北京政府時代（1912年 - 1928年）

### 中華民国成立

北京政府時代の国旗

1912年に中華民国臨時政府が成立した際に主張した領土1166萬平方公里

北京政府とは、1913年から1928年まで北京に存在した中華民国の正統な政府である。北洋軍閥政府ともいう。
1911年の武昌起義に始まる辛亥革命の中、1912年1月1日に中華民国臨時政府が南京において成立した（なお、国号については黄遵憲の「華夏」、劉師培の「大夏」、梁啓超の「中国」の他に「支那」や「大中華帝国」という提案もあったが、最終的には章炳麟の「中華民国」が採用された）。この時点では未だ北京に清朝が存続しており、中国を代表する政府が南北に並存する状況にあった。しかし、同年2月12日に清の宣統帝（愛新覚羅溥儀）が退位したことにより、中華民国が中国を代表する国家となった。

### 孫文と袁世凱

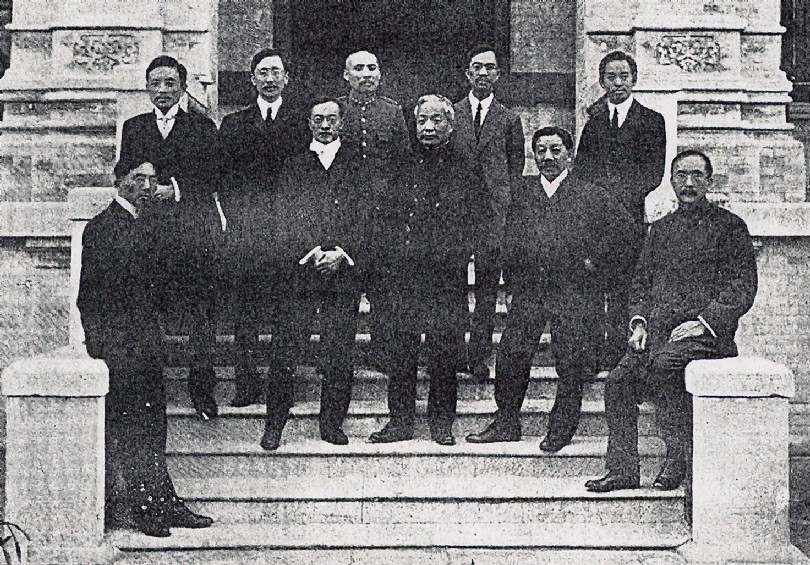
1912年の中華民国内閣初組閣時の記念写真
後列左より、農林総長宋教仁・交通総長施肇基・陸軍総長段祺瑞・司法総長王寵恵・翰長魏宸祖
前列左より、教育総長蔡元培・商工総長代理王正廷・海軍総長劉冠雄・外務部総長代理胡惟徳・総理唐紹儀。

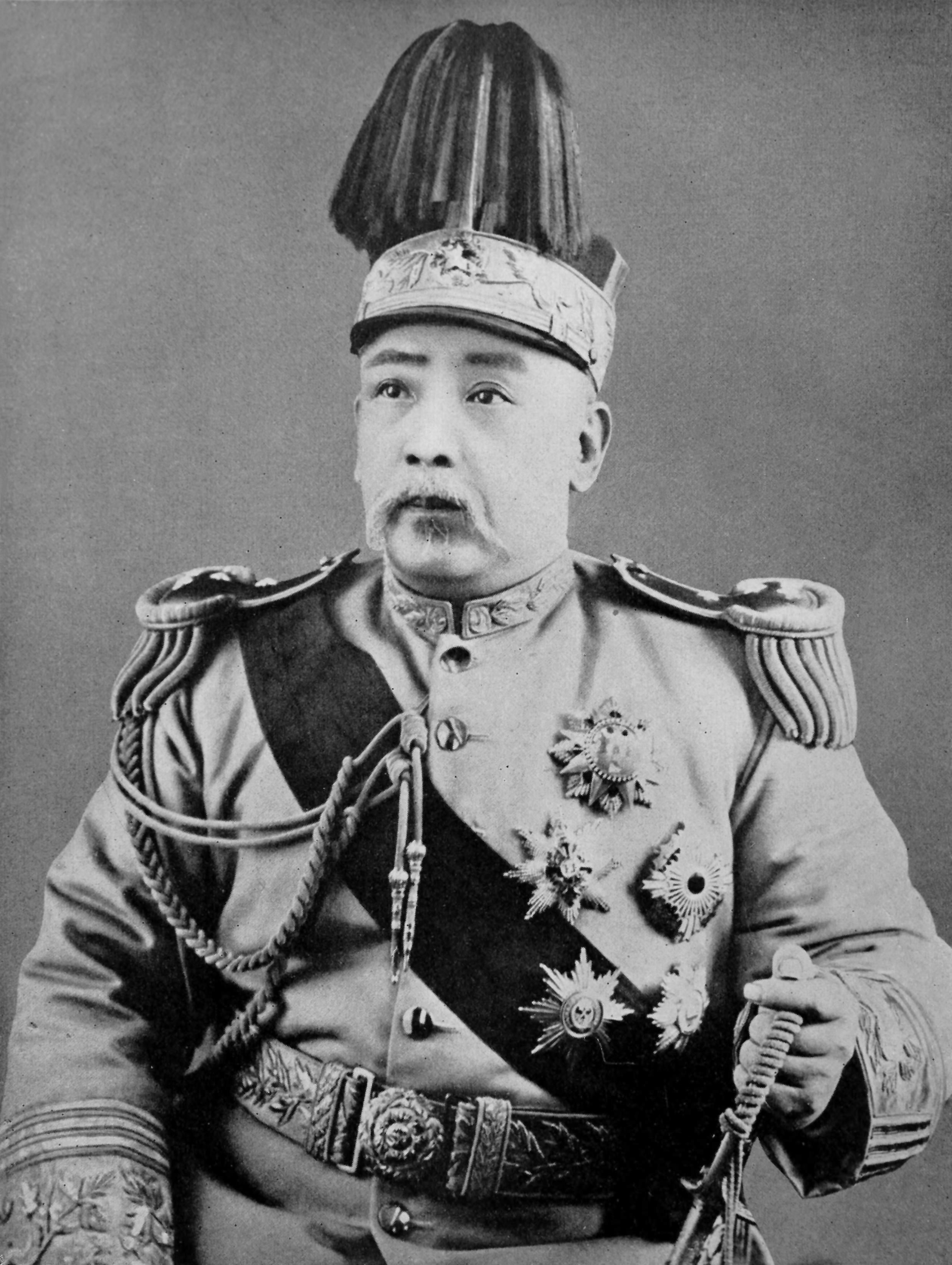
袁世凱

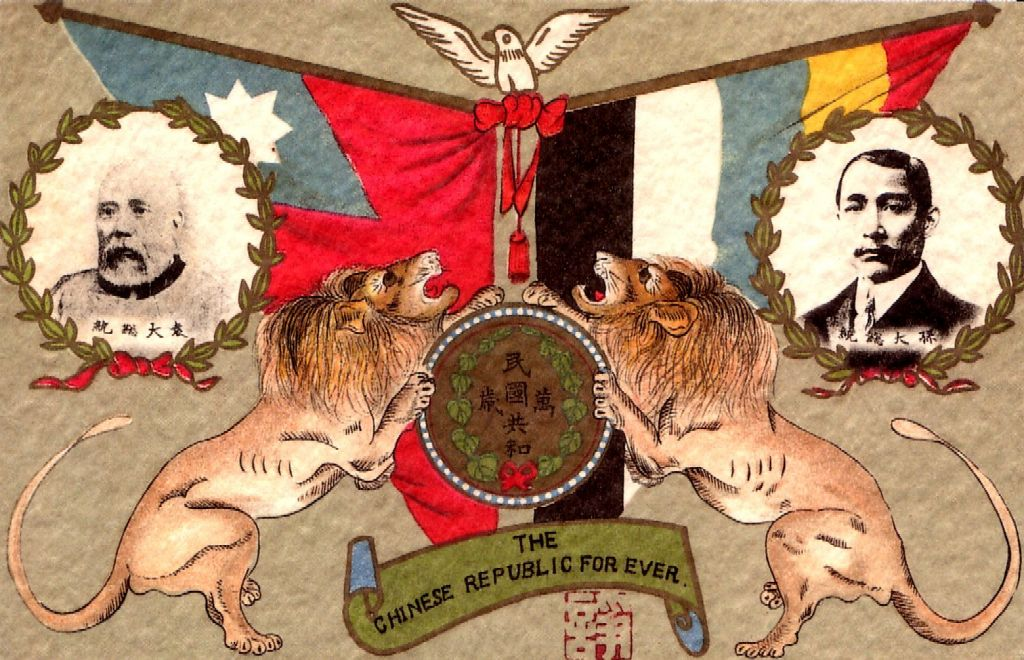
中華民国成立を祝うポスター
左に袁世凱・右に孫文

南京に成立した臨時政府では、国家元首に当たる臨時大総統は孫文であった。だが、孫文は当時国内で最も軍事力を有し、また清朝の全権を握っていた袁世凱と交渉し、南北分裂状態であった中国を臨時政府によって統一させるため、宣統帝の退位、臨時約法の遵守といった条件と引き換えに臨時大総統職を彼に譲った。しかし、袁世凱は臨時大総統就任後、責任内閣制の導入を図る国民党（中国同盟会を改組したもの。現在の中国国民党とは異なる）の宋教仁を暗殺したほか、統治の拠点を自らの軍事基盤である北京において専制体制を強化した。こうした袁の専制への反発から、1913年7月には江西の李烈鈞らが中心となって第二革命が勃発した。しかし、反袁勢力の結集に失敗して鎮圧され、袁は正式に大総統に就任し、北京政府が正式に成立した。第一次世界大戦の最中である1915年に日本から出された対華21ヶ条要求（中国に於ける日本の利権を絶対的に保証する内容）を批准し、更には自らが皇帝となることを前提に帝政復活を宣言して国号を「中華帝国」に改めた。これに対して国内外からは非難の声が殺到し、雲南の唐継堯らが倒袁運動を展開（第三革命）したほか、袁の権力基盤である北洋軍閥の諸将からも反発を受けた。このため袁は翌1916年に帝政復活取消を宣言せざるをえなくなり、権威を失墜させ、そのまま同年6月に病死した。

### 中国国民党の設立

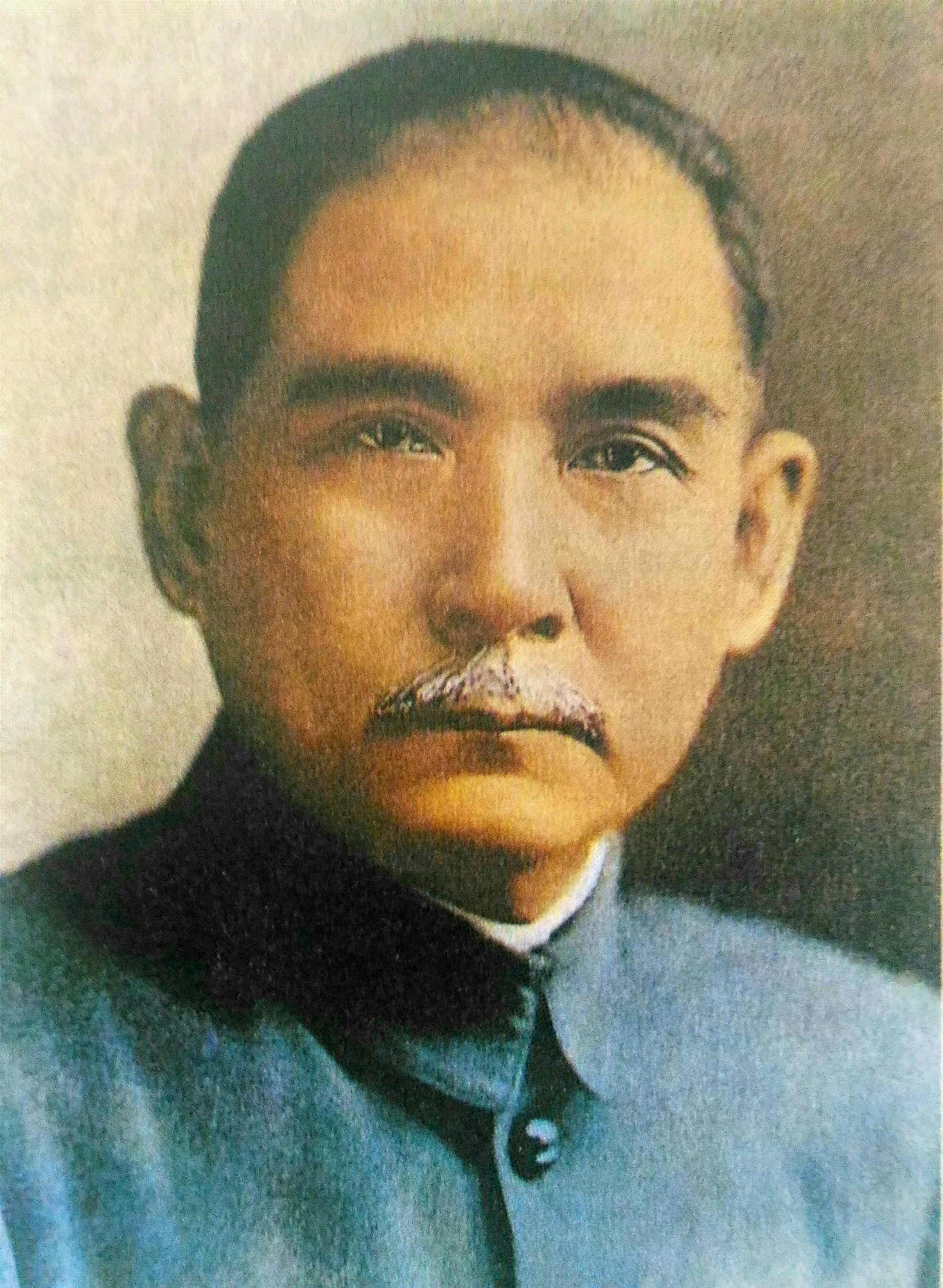
孫文

袁世凱の死後、中華民国には中国全土を完全に統治する「統一政府」が存在しない状態が生まれた（1916年 - 1928年）。そのため、軍閥が群雄割拠する軍閥時代となり、同時に日本やフランスやアメリカなどの列強諸国による中国の半植民地化も進行したのである。しかし同時に、この時期に日本から出された対華21ヶ条要求の廃棄を挙国的に要求する五四運動（1919年）が起きたほか、陳独秀などが主導した新文化運動が広範な人々の支持を受けるなど、中国近代化を象徴する出来事が起こっている。また、1919年の寛城子事件のような日中の衝突に続き、1920年にはシベリアに派遣された中国艦隊が赤軍と協力して日本軍を殲滅する尼港事件を起こすなど戦力を充実させてきた。このような中、孫文は1919年に中国国民党を創建し、1921年には後の国民政府の基となる政府を広州で樹立した。

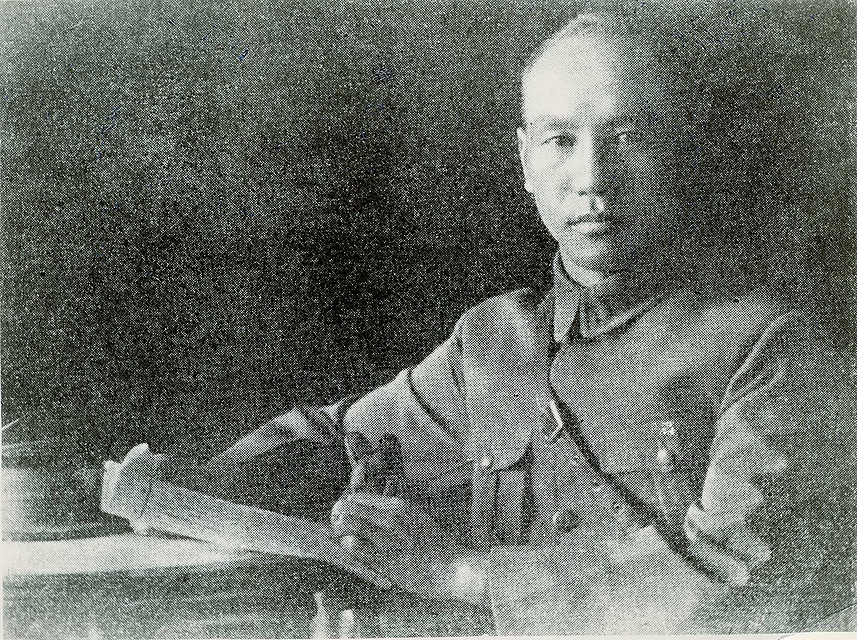
蔣介石

また、孫文は成立したばかりのソビエト連邦と接触し、その後の1924年には中国共産党党員（1921年創党）がその党籍を保持したままで国民党への入党を認めるという、いわゆる第一次国共合作を行なっている。孫文は1925年に死去したが、1926年になると蔣介石が孫文亡き後の国民党の主導権を握り、広州を起点に北伐を開始、その過程で軍閥なども糾合していくことによって中国の統一が進められた。
1927年に蔣介石率いる国民革命軍が南京を占領するが、ソビエト連邦のコミンテルンと、その指揮下にある中国共産党の指令、扇動による日本、イギリス、イタリア、フランス、アメリカの列強諸国の領事館を襲撃し民間人を虐殺した南京事件が起こる。この事件により蔣介石は共産勢力を敵視するようになり、1927年4月国共合作を解消すると、上海、武漢などの各地方で国民党内部から共産党を掃討する運動、いわゆる上海クーデターを起こした。この際、北伐は一時停滞、国民政府は蔣介石の南京国民政府（1927年4月18日）と、これに反対する汪兆銘等の「武漢国民政府」に分裂する。
しかし、劣勢な武漢国民政府は数カ月後の1927年8月19日には南京国民政府に合流することになり、結果、南京国民政府を主導する蔣介石の権力はより一層強固なものとなった。1928年4月8日に北伐が再開される。北伐に押され、北京から撤退した北方軍閥の張作霖が、6月4日に日本軍（関東軍）によって爆殺された後（張作霖爆殺事件）、1928年6月9日には国民党軍の北京入城によって北伐完了が宣布され、同年10月10日、蔣介石は訓政の実施を発布した。一方で、満洲ではソ連に挑んだもののソ連軍に圧倒された（中ソ紛争）。さらに同年12月29日には東北の張学良が易幟を行ない国民政府に帰順した。ここにおいて、中華民国は各地の軍閥や共産党勢力といった反抗勢力を抱えつつも、南京国民政府によって一応の全国統一をみたのである。

## 国民政府時代（1928年 - 1949年）

### 南京国民政府と汪兆銘政権
南京国民政府とは、1928年から1949年まで南京に存在した中華民国全土を代表する政府である。なお、日中戦争下の日本では、1940年成立の汪兆銘政権を「南京国民政府」と呼称し、中華民国の正統な政府として承認する一方、重慶へ撤退した従前の南京国民政府を「重慶政府」と呼称していたが、ここでは「重慶政府」も南京国民政府として解説する。

### 中ソ紛争
1929年7月にはソビエト連邦が満洲に侵攻し（中東路事件）、中華民国軍は撃破され、12月22日にハバロフスク議定書が結ばれてソビエト連邦の影響力が強まった。中華民国政府がソビエト連邦と交戦に力を注いでいるうちに中国共産党は中国各地で盛んに活動を行った。

### 1930年代の国共内戦
国民政府主席就任後、蔣介石は意欲的に中国の近代化を推進する改革を行った。しかしその頃、ソビエト連邦の支援の下、毛沢東が指揮する中国共産党は農村を中心として支配領域を広げていき、1931年には江西省に「中華ソビエト共和国臨時政府」を樹立するまでに勢力を拡大していた。蔣は1930年12月から、共産党に対し5次にわたる大規模な掃討戦（掃共戦）を展開、1934年10月には共産党を壊滅寸前の状態にまで追い込んだ。しかし、蔣は毛沢東の長征までは防ぐことが出来ず、その後も国共内戦は継続されていった。

### 満洲事変と第二次国共合作

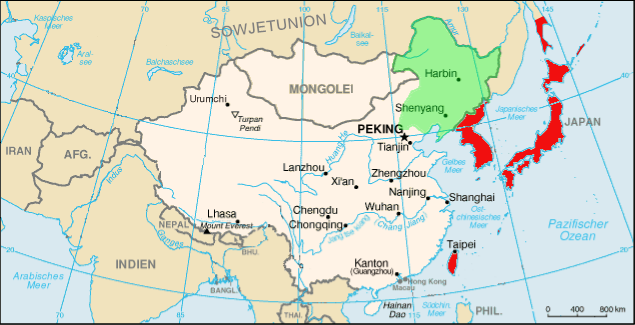
満洲国（緑）

同時期、日本の関東軍が満洲事変を契機として満洲を掌握し、清朝最後の皇帝であった愛新覚羅溥儀を執政に推戴する満洲国を建国した（いわゆる、十五年戦争の始まり）。これを受けて、南京国民政府の統治区域でも全国的に一致抗日を要求する世論や汪兆銘狙撃事件のような日中提携を模索するものへのテロが引き起こされていたが、蔣介石は日本よりも共産党の方が脅威であるとする反共主義の立場から、抗日政策よりそ剿共作戦を優先し、中国共産党を殲滅寸前に追い込むことに成功していた。そのような中、父である張作霖を関東軍に殺された満洲出身の軍閥・張学良は、共産党殲滅のための最後の作戦を指導するために西安を訪れていた蔣介石を拉致連行し、国民党と共産党の再合作を要求した（西安事件）。蔣は最終的にこれを受諾し、西安を訪問した共産党代表・周恩来との会談を通じてこれを公式に宣伝した後に共産党軍を「国民党所属第八路軍」として国民政府軍に組み入れた（第二次国共合作）。

### 日中戦争

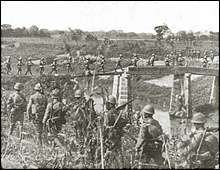
上海市北部を行軍する日本軍

#### 1937年
1937年の第二次上海事変を契機として、国民政府は日本との全面戦争状態に入った（日中戦争）。しかし、兵力の差があるにもかかわらず国民政府軍は各地で敗北を重ね、同年12月には首都・南京を日本軍に制圧された。
蔣介石は首都を重慶へ移転して徹底抗戦の意思を示し、共産党との抗日連合戦線やアメリカやイギリスなどからの支援を背景に抗日戦争を続けた。

#### 1938年以降

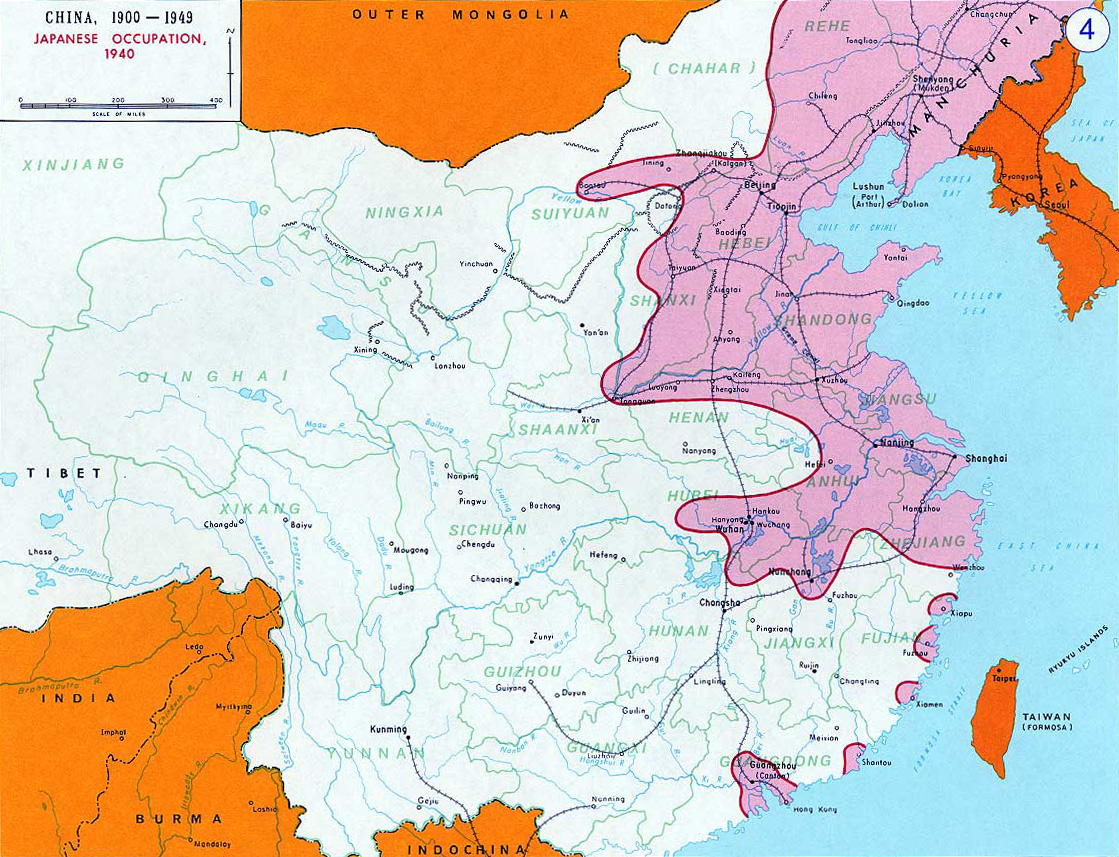
1940年の日本軍の占領地域（ピンク）

1937年には国民党と共産党が第二次国共合作を行った。また、それに伴い共産党も陝甘寧辺区を成立させ、日本軍を次第に包囲していった。1940年、日本軍は国民党の反蔣介石派であった汪兆銘を首班とした南京国民政府（汪兆銘政権）を樹立した。

### 第二次世界大戦

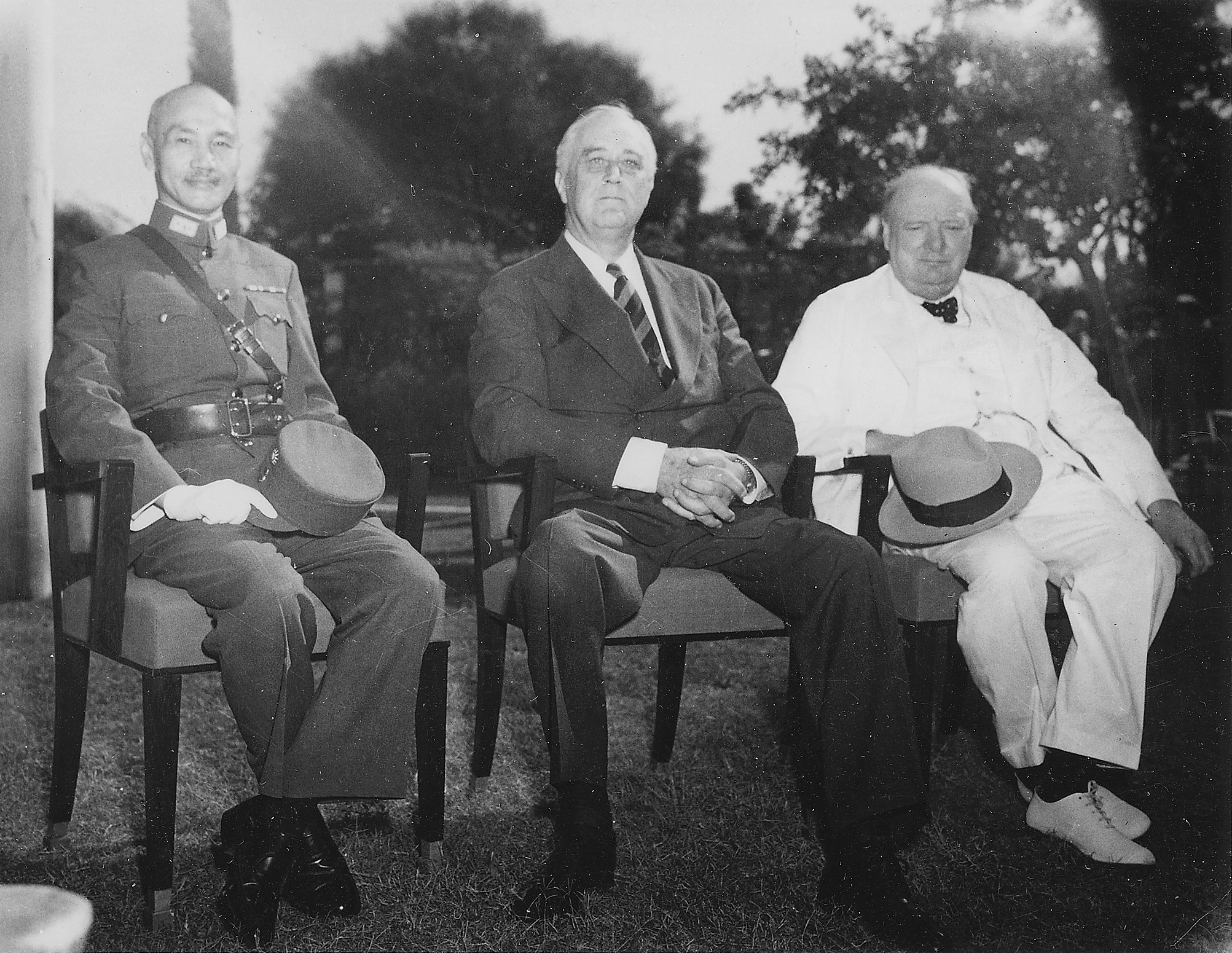
カイロ会談における蔣介石とルーズベルト、チャーチル（1943年）

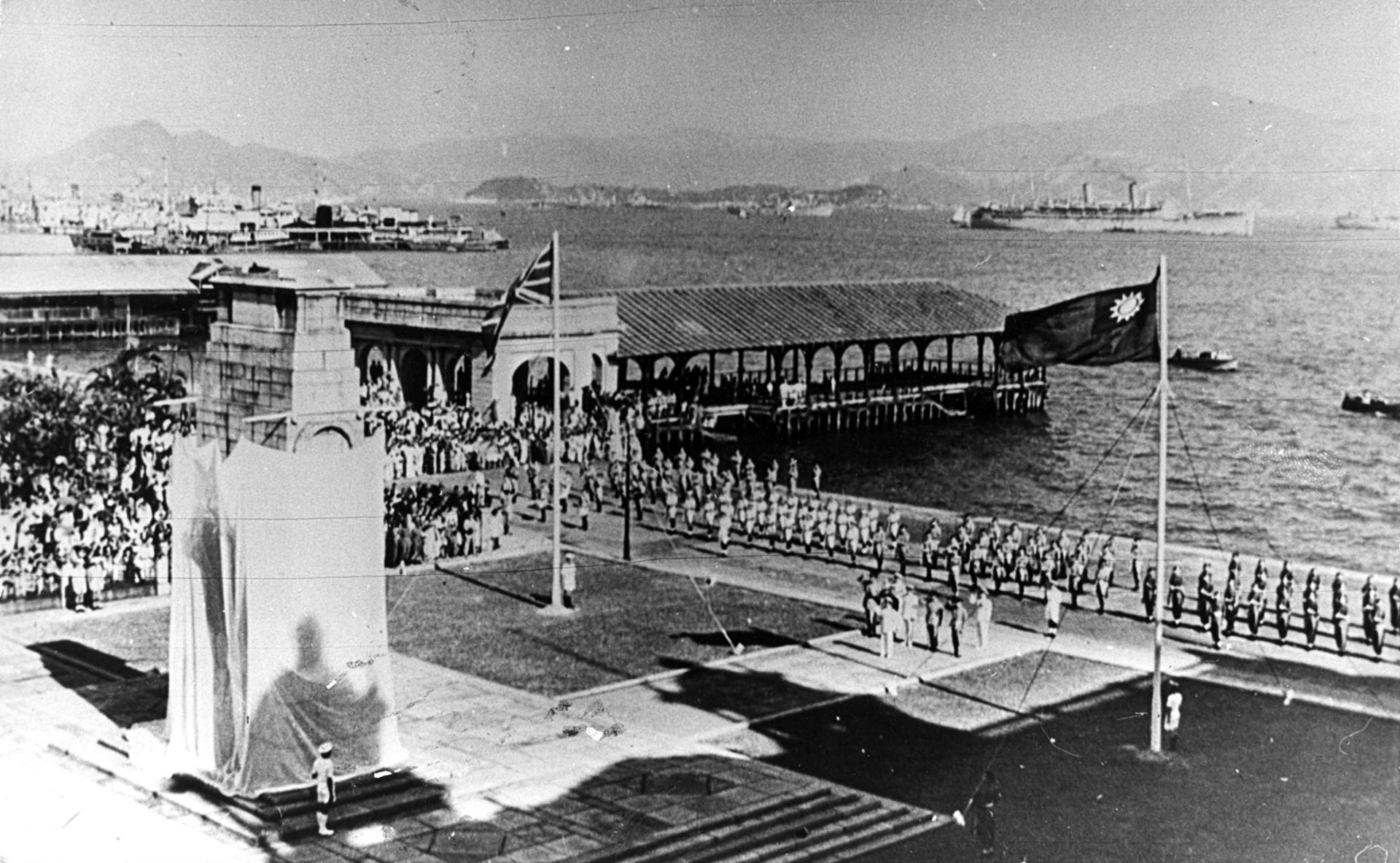
日本軍撤退後の香港（1945年）中華民国の青天白日満地紅旗とイギリスのユニオンジャックが確認できる。

その後1941年12月には日本がイギリスとアメリカとも開戦し、第二次世界大戦に参戦することになる。国民政府は大戦中にアメリカとイギリスだけでなく、ソビエト連邦からの支援も受けつつ日本と対峙し、蔣介石がカイロ会談などに参加した他、蔣介石夫人の宋美齢が援助を募るためにアメリカ連邦議会で演説するなど、国民政府は主要な連合国の構成国として位置づけられた。ルーズベルトから中華民国が「四人の警察官構想」に参加する事が認められた。その後1945年8月14日に日本はポツダム宣言受諾を通告し、中ソ友好同盟条約が締結された。8月18日には満洲国が降伏し、中国における日中間の戦闘も終結した。
国民政府は連合国の主要メンバー、つまり戦勝国の一員として極東軍事裁判などの戦後処理に当たったほか、また、第二次大戦終結後には満洲国や汪兆銘政権が崩壊した上に、カイロ会談やポツダム宣言での内容を受けて中国全土が再び国民政府の統治下に入った他、日本だけでなくヨーロッパ諸国も租界の返還や不平等条約の改正（1943年）をするなどした為、アヘン戦争以来続いていた中国の半植民地状況は一応の終わりを見せた。更には、旧満洲国（8月18日）と台湾島一帯（10月25日）も統治地域に編入し、中華民国の版図は拡大した。

### 国共内戦
第二次世界大戦終戦直後から、蔣介石率いる中国国民党と中国共産党は戦後の中華民国政府のあり方を巡って見解の違いを露わにするようになり、1945年11月2日の中国共産党軍（中国人民解放軍）による大攻勢を発端として各地で武力衝突が頻発した。アメリカ合衆国の停戦調停にもかかわらず、1946年には第二次国共内戦が勃発した。
当初、国民党はアメリカ合衆国の軍事支援を基に攻勢をかけていたが、ソビエト連邦のスパイの活動などによって、アメリカ合衆国内では親中国共産党の一派が増加し、アメリカ合衆国政府も対日支配に熱中する余り、南京国民政府への援助は打ち切られた。すると、ソビエト連邦からの大規模な軍事援助を受けた共産党軍が反攻に転じ、国民党軍は各地で大規模な敗北を喫した。
この間、南京国民政府は中華民国憲法を制定（1946年）し憲政へ移行、蔣介石が1948年の選挙で当選して初代総統（国家元首）に就任、ここから国民政府が中華民国政府に、国民革命軍が中華民国国軍に改組された。
しかし、軍事面での頽勢を挽回することはできず、国民党の内戦敗北は決定的となる。蔣介石は1949年1月に総統を辞職、代行総統に就いた李宗仁が共産党との和平交渉に当たったが、同年4月23日に首都・南京を共産党軍に占領された。この情勢の中で、中国共産党は国内諸親共政治勢力（後の「民主党派」という衛星政党になる）を結集した中央政府による国家建設を目指し、終に1949年10月1日に北京で中華人民共和国の建国を宣言（中華人民共和国開国大典）した。
なお、後にアメリカ政府内では、「誰が中国を失ったのか」という言葉を合言葉に、中華民国への援助停止を決めた政府内の容共主義者を非難する声が高まり、後にこれが大規模な赤狩り旋風に繋がることとなった。

### 中華民国政府の遷台

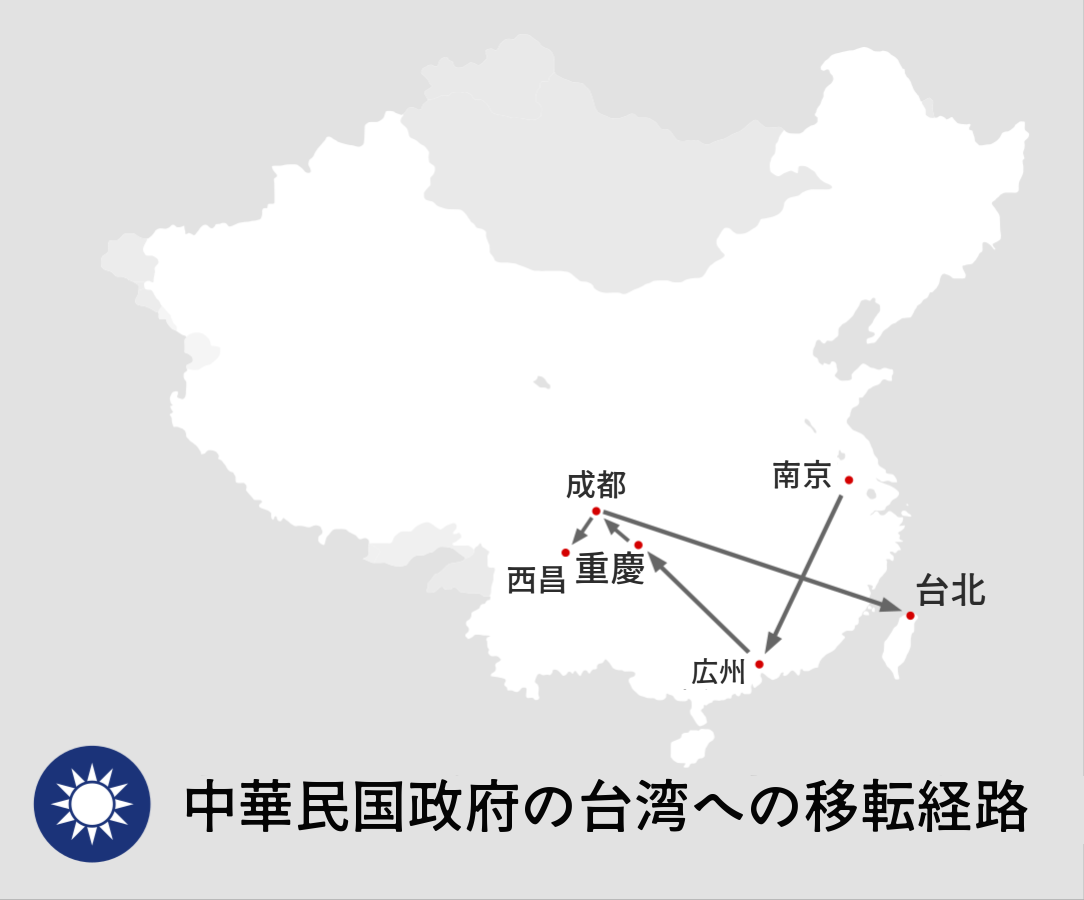
国民政府の移動経路

南京が共産党軍によって陥落する直前、蔣介石を中心とする国民党勢力の一部は、アメリカ政府内右派の援助を受けつつ、中央政府を広州へ移転させた。中央政府は中華人民共和国開国大典が開催された1949年10月1日時点で未だ広州に留まっていたが、戦局の悪化に伴い中央機構を重慶、次いで成都へと移転させ、最終的に台北へ移転した（中華民国政府の台湾への移転）。
中国の唯一合法政府を自認する台北の中華民国政府と北京の中華人民共和国政府の対立は続き、本格的な武力衝突は1950年5月の海南島戦役終了まで続いた。その後、散発的な軍事行動として金門砲戦や大陳島撤退作戦が起こったものの、1979年1月の米中国交樹立以降は武力衝突が発生していない。

## 中華民国と台湾 （1945年 - 現在）

### 中華民国による接収

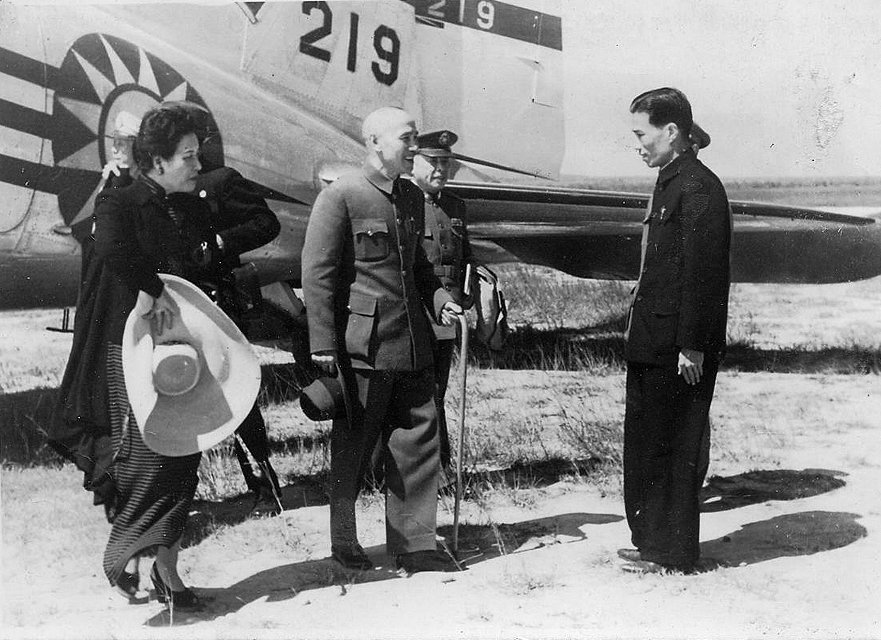
台湾島を訪れた蔣介石と宋美齢（1946年）

台湾島を含む一帯は漢民族が多数居住している地域で、1683年から1895年までは清朝の統治下に、1895年から1945年までは日本の台湾総督府の統治下にあった。1945年に日本の連合国への降伏によって第二次世界大戦が終わると、蔣介石率いる国民政府はカイロ会談（1943年）における取り決めを根拠として、台湾島一帯を台湾省として中華民国の領土に編入した。国民政府軍は日本軍の武装解除のために台湾島を含む一帯に上陸し、10月25日に日本軍の降伏式典、台湾の「光復」（日本からの解放）を祝う式典を挙行し、台湾省を統治する機関として台湾省行政長官公署を設置した。

### 二・二八事件
行政公所の要職を新来の外省人が独占した事、および公所・政府軍の腐敗が激しかった事は、それまで台湾にいた本省人（台湾人）の反発を招き、1947年2月28日に本省人の民衆が蜂起する二・二八事件が起きた。これに対して行政公所・政府軍は徹底的な弾圧をもって臨み、台湾人の知識階層・親日派・共産主義者を中心に数万人を処刑したと推定されている。
国民党政権は政治・経済・教育・マスコミなどの独占を進め、同年中に台湾省政府が発足した。1949年に蔣介石が国共内戦で敗れた兵隊、崩壊状態にあった中華民国政府を引き連れて台湾に撤退してきた後は、事実上は中華民国中央政府が台湾を直接統治を行うようになった。

## 経済政策
中華民国初期の袁世凱時代には国債などによって諸外国から金を借り、その資金によって陸軍の洋式化、教育機関の拡充、鉄道、銀行などのインフラ整備を行っていた。その後の南京国民政府は、打倒の対象であった軍閥を取り込み北伐を終えたため伝統的な国家税である土地税を各地の軍閥や地方政府が掌握してしまい、税収はもっぱら長江下流域、とりわけ上海などの商工税や関税収入に依存していた。それでも最初の10年は関税自主権の回復や廃両改元などの幣制改革や鉄道網整備などの経済基盤を確立して都市の資本家や中間層の支持を固め、近代的な経済発展の試みは一定の成功を収めた。しかし、農村経済の建設や改善には無関心で1930年代の農村社会は最悪の危機に陥っていた。

## 「中国の領土」の枠組みと実効支配
本節では、中華民国歴代政府による中国領土の範囲に関する主張と実効支配について概観する。

### 「中国領土の枠組み」をめぐる解釈の衝突
中華民国を樹立した孫文を始めとする漢民族主体の革命勢力（共和主義勢力）の内部では、「中国とは何か」、「中国人とは誰か」について、多彩な議論が交わされたが、武昌蜂起以降、権力奪取と共和国の樹立が実現の可能性を帯びてくるにつれ、朝鮮や「越南」（ベトナム）、「緬甸」（ビルマ）の「恢復」や「蒙古」（モンゴル）、「西蔵」（チベット）、「回部」（東トルキスタン）の自決容認などの理想論は影を潜め、清朝の支配領域をそのまま「中国の領土」とする方向が目指されることとなった。中華民国の歴代政府は、清朝の理藩院に相当する機関として、北京政府は蒙蔵院、国民政府は蒙蔵委員会を1929年に設置、チベットやモンゴルを統治下に組み込む為の工作に努めた。
一方、チベットのガンデンポタンおよびモンゴルのジェプツンタンパ政権は、中国の「天子」たる清朝の皇帝を、チベットの「文殊皇帝」およびモンゴルの「ハーン」を兼ねる「諸国の共主」と見なしていた。そのため辛亥革命により「文殊皇帝」「ハーン」が消滅したからには、チベット、モンゴルおよび中国はそれぞれ対等な別個の国家となる、と認識しており、それぞれ、チベット人およびモンゴル人の全居住地を統合すべく、中国軍と軍事衝突しつつ、独立国家として国際承認を受けることを目指し、国際社会への働きかけに着手した。
この紛争を調停すべく、モンゴルにはロシア、チベットにはイギリスが後ろ盾となって、キャフタ会議およびシムラ会議（1913年 - 1914年）が開かれた。この2つの会議では、チベットおよびモンゴルを主権国家・独立国家としては承認せず、「中華民国の宗主権下」での内政自治を行使するにとどめること、チベットのアムド（青海ほか）、カム（西康）部分、モンゴルの内蒙古地域は中華民国の直接統治下に置くこと、チベットおよびモンゴルの両民族政権はそれぞれの国土の中核部分（チベットは西蔵部分、モンゴルは外蒙古部分）だけを管轄すること、などを骨子とする協定案がまとめられた。
キャフタ会議では、モンゴル、中国およびロシアがキャフタ協定に調印、批准し、以後この協定に基づく安定した関係が築かれ、後の南京国民政府による外蒙古部分のみを領土とするモンゴルの独立承認へと繋がっていった。これに対し、シムラ会議では、ガンデンポタンが内政自治権を行使する領域の境界について合意が成立せず、シムラ協定の批准（1914年）はイギリス、チベットの2者のみにとどまり、以後もチベットと中国との間では、しばしば戦火を交える緊張状態が続くこととなった。

### 洪福汗国 / 新疆における状況
新疆省が置かれている洪福汗国では、19世紀後半にヤークーブ・ベク政権の一時的な完全独立と、その後の徹底弾圧、戦後処理としての「省制」、「州県制」の施行など、中国による軍事的、行政的支配体制が強固に確立されていたため、辛亥革命に際しては、現地住民がチベットやモンゴルと歩調を合わせて独立運動を行うような事態は生じなかった。やや時期が下った1933年あるいは1942年 - 1949年に、独立共和国の樹立運動が発生するに至った。

### モンゴルの独立承認とチベット、新疆
その後、国民政府は第二次世界大戦中の1945年6月に行なわれたソ連との外交交渉において、『ソ連が日本撤退後の満洲を中国共産党に渡さず、かつ新疆の独立運動を鼓舞しないことを条件に、国民投票による外蒙古の独立を大戦後に認める』と宣言し、モンゴル人民共和国に関しては1946年1月に独立を承認した（1953年に独立承認を取り消している。詳細は台蒙関係を参照のこと）。また、チベット、東トルキスタン（第二次東トルキスタン共和国）についても、中華民国が1949年に大陸を失った為、中華民国の統治下に組み込まれることはなかった。

## 中華民国の紀年法
中華民国では、建国年である1912年を元年とする民国紀元を西暦と併用しており、今なお使用され続けている（中華人民共和国では使用されていない）。なお偶然ではあるが、民国紀元は日本の大正および北朝鮮の主体年号と元年が一致している。

## 文化

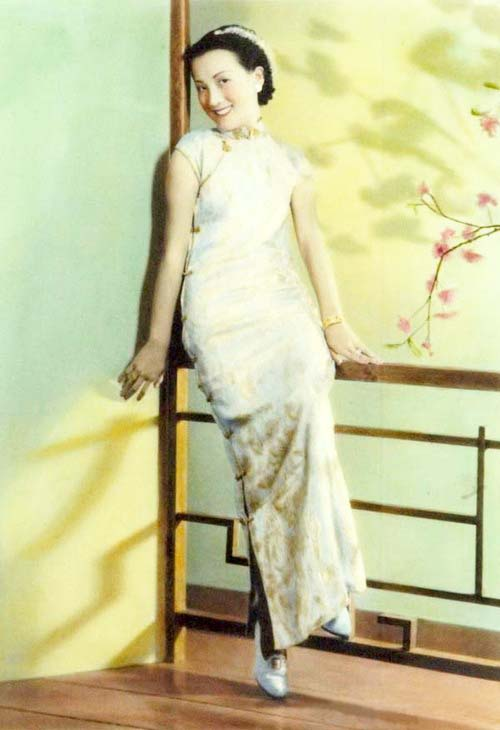
チャイナドレスを着た周璇

中華民国期の文化は、清代末期（1890年代～1900年代）の文化状況、すなわち洋務運動・変法自強運動・辛亥革命期の文化を引き継ぐ形で始まった。一方では欧米や大日本帝国との交流により西洋の近代的な文化が受容され、他方では、ナショナリズムの形成により中国の伝統的な文化に対する回顧や整理が行われた。
1910年代には、雑誌『新青年』を中心として新文化運動が盛んになり、多くの文化に影響を与えるとともに、1919年の五四運動の一因になった。
文化の中心地としては、北京大学・清華大学・燕京大学・西南聯合大学といった大学、あるいは「魔都上海」として知られる上海租界や、イギリス領香港、ハルビン、大連、膠州湾租借地（青島）などの租借地が中心地になった。
諸外国のなかでも、同じ漢字文化圏に属する日本とは盛んに文化交流が行われた。とりわけ、漢訳語彙・和製漢語の輸出入が行われた。早稲田大学などの大学には多くの留学生が訪れた（Category:早稲田大学留学生）。芥川龍之介や谷崎潤一郎が上海を訪れて旅行記を著した。東方文化事業のような国家規模の共同事業も行われた。満洲国ではプロパガンダの側面があるとはいえ独特の文化が形成された（満洲国#文化）。

### 思想・宗教
初期においては、上述の国号制定（#中華民国成立）にも携わった劉師培・梁啓超・章炳麟、および厳復・王国維・蔡元培・胡適らによって、西洋哲学や社会進化論の紹介、中国哲学や中国学（国学）の体系化などが行われ、のちの新儒家の形成に繋がった。欧米からは、ラッセル、デューイ、リチャーズらが中国を訪れたり留学生を受け入れたりした。
五四運動による反帝国主義や1917年のロシア革命の影響を受けて、共産主義や唯物史観が受容され始め、1921年の中国共産党の結党に繋がった。
新文化運動による家父長制批判やイプセンの受容、纏足の衰退をきっかけとして、中国におけるフェミニズムが徐々に始まった。